# Fiat Fullback
El Fiat Fullback es un pick-up producido por el fabricante Mitsubishi Motors en Tailandia  y comercializado por la firma italiana Fiat desde 2016 al 2019. El modelo está destinado a los mercados de Europa, Oriente Medio y África, presentado en el Dubai International Motor Show el 10 de noviembre de 2015. En algunos países.

## Historia
El Fullback es fruto de un acuerdo de colaboración entre los fabricantes Fiat y Mitsubishi en 2014. El constructor japonés presentó por su parte al Mitsubishi L200 de quinta generación en el Salón de Ginebra en marzo de 2015.
El nombre de "Fullback" es asignado a un jugador en el fútbol americano o el rugby. Este es el último jugador en defensa y el defensa en el ataque. Es uno de los pocos jugadores capaz de resolver cualquier situación.

## Características
El modelo está destinado al mercado europeo, vendiéndose en las versiones 4x2 o 4x4 con un motor de 2.4 litros de aluminio. Su transmisión está asegurada por una caja manual de seis velocidades o automática de cinco.
En el mercado africano, el modelo se vende en la versión 4x2, con un motor de 2.4 o 2.5 litros.

## Tipología
Al igual que la mayoría de sus competidores, el pick-up ofrece una amplia gama que comprende desde la cabina simple, hasta la cabina extendida, doble cabina y marco, además de tres niveles de equipamiento. Todas las versiones tienen una altura de 1780mm, una anchura de 1815mm y una distancia entre ejes de 3000 mm.
En cambio, la longitud varía dependiendo de la configuración: la longitud aumenta a 5155 mm con la cabina simple, 5227mm con la cabina extendida y 5285 con la doble cabina. La longitud del chasis varía también: 2265mm con la cabina simple, 1850mm con la cabina extendida y 1520mm con la doble cabina. La carga útil máxima es de 1100kg con la cabina simple.
- Datos: Q26202613
- Multimedia: Fiat Fullback / Q26202613